# Francisco de Portugal, I conde de Vimioso
Francisco  de Portugal (¿?, 1480 - Évora, 1549, legitimado en 1505) I conde de Vimioso.
Hijo natural de Alfonso de Portugal, obispo de Évora (1440 - 1522) y de Felipa de Macedo, nieto de Alfonso de Braganza, conde de Ourém y marqués de Valença, primogénito del duque Alfonso I de Braganza, por lo tanto trinieto del rey Juan I de Portugal.
Se casó en 1506 con Beatriz de Villena de Menezes, y en 1516 con Juana de Villena de Melo-Portugal.

## Descendencia
- Guiomar (1508 - 1585), esposa de Francisco de Gama, conde de Vidigueira;
- Alfonso (1519 - Marruecos, 1579), señor de las villas de Aguiar, Vimioso y Vimieiro, alcaide mayor de esta última villa, comendador y alcaide mayor de Tomar, de Pias y de otras localidades y, por su matrimonio, capitán del donatário de la capitanía de Machico, en la isla de Madeira;
- Juan (Évora, 1520 - 1592), obispo de Guarda (1556 - 1585);
- Manuel (1522 - Lisboa, 1606), casado con María de Menezes y después con Margarita de Mendonça Corte Real, señora de Val de Palma.

| Predecesor: --- | Conde de Vimioso 1515-1549 | Sucesor: Alfonso I |

- Datos: Q8962636